# OpenType
OpenType és un format de Tipus de lletra escalables per a computadora. La seva arquitectura està basada en la del seu antecessor, el format TrueType, l'estructura bàsica del qual conserva i complementa. S'afegeixen taules de dades que permeten incorporar a un tipus o família tipogràfica funcions tipogràfiques i lingüístiques avançades.
L'especificació tècnica es va originar a Microsoft, empresa que manté registrada la marca. Posteriorment desenvolupada en col·laboració amb Adobe Systems, Ambdues corporacions van presentar públicament el format el 1996. L'especificació continua en desenvolupament i en l'actualitat es troba en procés de convertir-se en un estàndard obert.
A causa de la seva àmplia disponibilitat en el mercat i a la seva versatilitat tipogràfica - que inclou recursos per a representar el comportament gràfic de molts sistemes d'escriptura del món-, els tipus de lletra en format OpenType són molt utilitzats en les principals plataformes informàtiques.